# Баккер, Катарина
Катарина Баккер (нидерл. Catharina Backer; 22 сентября 1689, Амстердам, Республика Соединённых провинций — 8 февраля 1766, Лейден, Республика Соединённых провинций) — коллекционер произведений искусства и художница, представительница «Золотого века» нидерландской живописи.

## Биография
Она родилась в Амстердаме в семье адвоката и торговца Виллема Баккера и Магдалены де ла Каурт. Её родители коллекционировали произведения искусства. Получила хорошее домашнее образование — владела французским, итальянским и английским языками, имела обширные познания в области истории, религии, математики, музыки и искусства. В детстве обучалась живописи. На творчество художницы оказали влияние её учителя — Ян ван Хёйсум и Виллем ван Мирис, а также картины Рашель Рюйш.
Она вышла замуж за кузена, торговца текстильными изделиями и коллекционера произведений искусства, Алларда де ла Каурта в Лейдене 25 августа 1711 года. В этом браке родились четверо детей: двое умерли в младенческом возрасти, ещё одна дочь скончалась в юности, сын оказался психически больным человеком.
Её супруг владел одним из самых богатых художественных собраний в северной части Нидерландов. Большая часть коллекции перешла к нему по наследству от отца Питера де ла Каурта. Собрание постоянно пополнялось. В 1713 году были написаны портреты супругов художником Арнольдом Боненом. После того, как в 1755 году умер её муж, Катерина Баккер продолжила пополнять коллекцию и активно занималась живописью. Альбом с рисунками художницы хранится в архиве Амстердама.
После смерти Катарины Баккер в 1766 году в Лейдене её коллекция произведений искусства была продана с аукциона. Всего 215 полотен. Но написанные ею полотна хранились в семье художницы до 1914 года, после чего также были проданы. Особенное место среди её работ занимают натюрморты с фруктами и цветами.

## Галерея

Некоторые работы
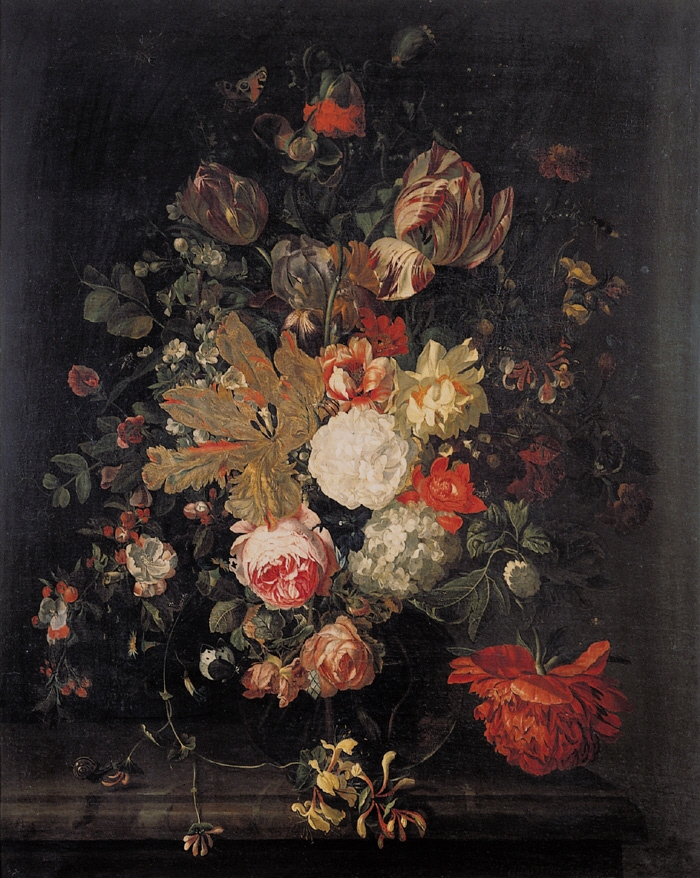
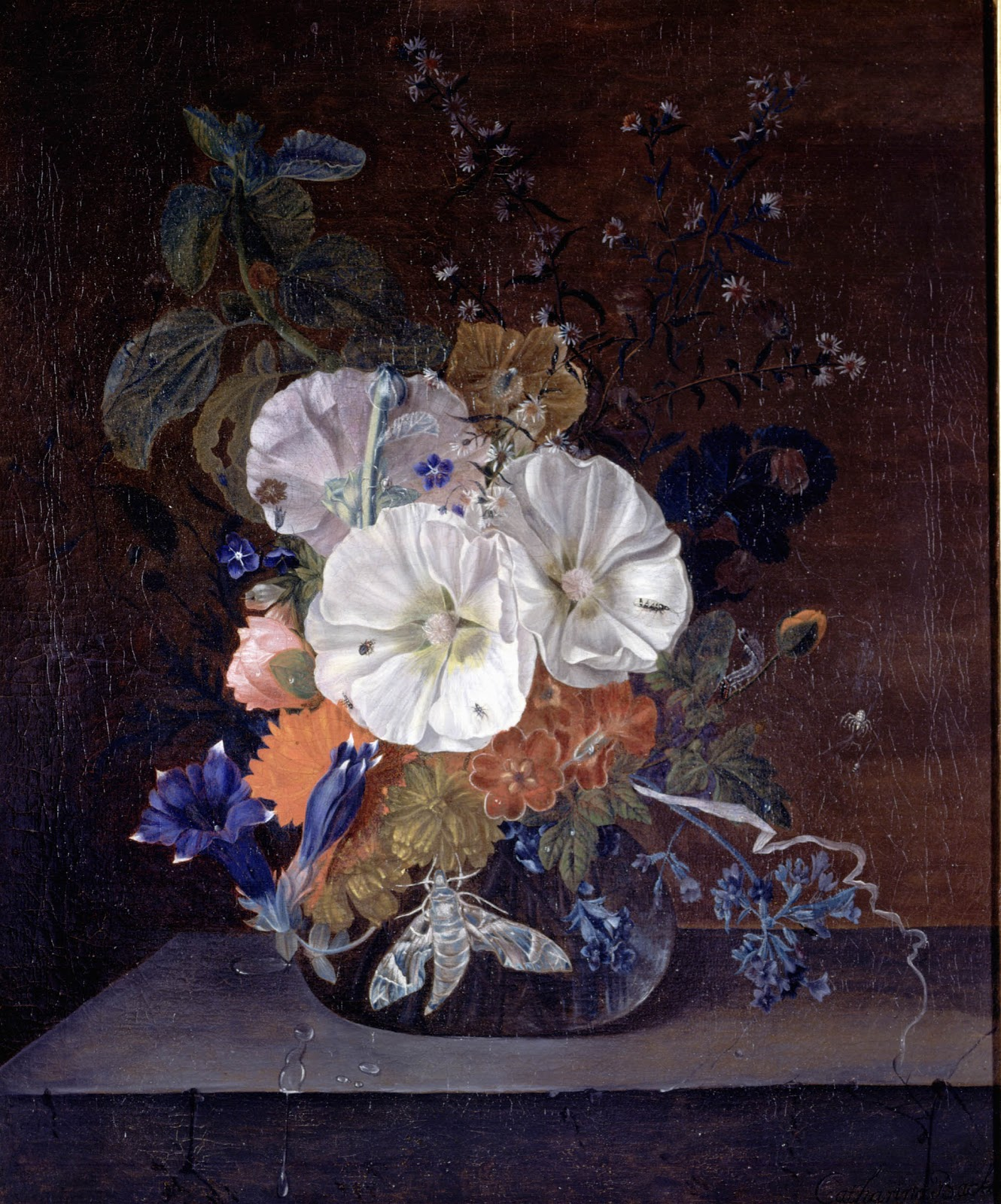